# Offroad

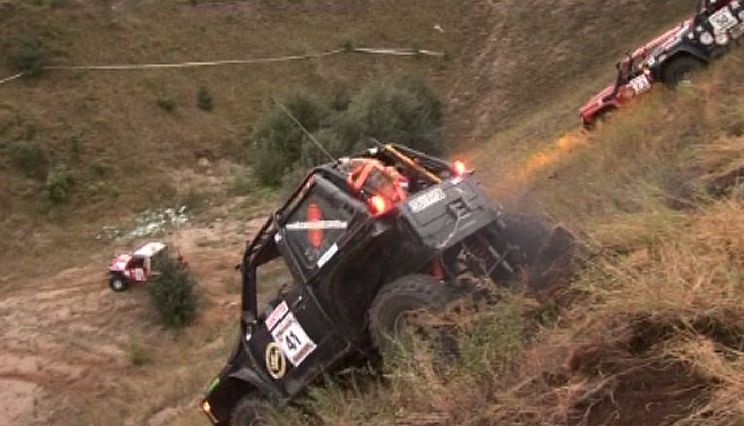
Offroad voertuig neemt een helling

Offroad is het met een vervoermiddel over onverharde wegen rijden zoals zand, grind, rivierbeddingen, modder, sneeuw, rotsen en ander natuurlijk terrein. Bij uitbreiding kan het betekenen dat er van aangelegde wegen wordt afgeweken in eender welke sport of omstandigheid.